# Liana Jojua
Liana Jojua (Tiflis, Georgia, 22 de marzo de 1995) (en georgiano: ლიანა ჯოჯუა) (en ruso: Лиана Джоджуа) es una artista marcial mixta georgiana que compite en la división de peso mosca. Ha luchado anteriormente en Ultimate Fighting Championship y también es la antigua Campeona Femenina de Peso Gallo de Fight Nights Global.

## Carrera de artes marciales mixtas

### Carrera temprana
Su interés por las MMA comenzó viendo los combates de Gina Carano cuando tenía 16 años. Viniendo de un fondo en Muay Thai, ella hizo su debut en MMA en septiembre de 2015. Después de ganar su combate inicial, tuvo una racha de dos combates en 2016, pero golpeó su ritmo y entró en una racha de cinco combates ganados que culminó con la victoria del campeonato de peso gallo femenino de FNG contra Marina Mokhnatkina.

### Ultimate Fighting Championship
Debutó en la UFC contra Sarah Moras el 7 de septiembre de 2019 en UFC 242. En el pesaje, Moras pesó 138 libras, 2 libras por encima del límite de peso gallo de 136 libras. Se le impuso una multa del 20% de su bolsa de combate que fue a parar a Jojua, y el combate continuó con el peso acordado. Perdió el combate por TKO el tercer asalto.
Se enfrentó a Diana Belbiţă en UFC on ESPN: Kattar vs. Ige el 16 de julio de 2020. Ganó el combate por sumisión en el primer asalto.
Se enfrentó a Miranda Maverick el 24 de octubre de 2020 en UFC 254. Perdió el combate por TKO en el primer asalto.
Se esperaba que se enfrentara a Cortney Casey el 21 de agosto de 2021 en UFC on ESPN: Cannonier vs. Gastelum. Sin embargo, se vio obligada a abandonar el combate debido a problemas de visa. El combate fue reprogramado y tuvo lugar el 13 de noviembre de 2021 en UFC Fight Night: Holloway vs. Rodríguez. En el pesaje, pesó 128.5 libras, dos libras y media por encima del límite de peso mosca. El combate se desarrolló en un peso acordado y fue multada con el 30% de su bolsa, que fue a parar a su oponente Casey. Perdió el combate por decisión unánime.
Tras la derrota, se anunció que Jojua quedaba libre de la UFC.

### Post UFC
Hizo su primera aparición después de su paso por la UFC y se enfrentó a Dariya Zheleznyakova el 20 de mayo de 2022 en el Ares FC 6. Perdió el combate por decisión unánime.

## Vida personal
Es profesora y se graduó en la Universidad Pedagógica Estatal de Moscú. También tiene una formación musical secundaria en canto y piano.

## Campeonatos y logros
- Fight Nights Global
  - Campeonato Femenino de Peso Gallo de FNG.[19]

## Récord en artes marciales mixtas
| Resultado | Récord | Oponente              | Método                                 | Evento                                         | Fecha                    | Ronda | Tiempo | Localización      | Notas                                                                |
| --------- | ------ | --------------------- | -------------------------------------- | ---------------------------------------------- | ------------------------ | ----- | ------ | ----------------- | -------------------------------------------------------------------- |
| Derrota   | 8-6    | Dariya Zheleznyakova  | Decisión (unánime)                     | Ares FC 6                                      | 20 de mayo de 2022       | 3     | 5:00   | París             | Regreso al peso gallo.                                               |
| Derrota   | 8-5    | Cortney Casey         | Decisión (unánime)                     | UFC Fight Night: Holloway vs. Rodríguez        | 13 de noviembre de 2021  | 3     | 5:00   | Las Vegas, Nevada | Combate de peso acordado (128.5 libras). Jojua no alcanzó el peso.   |
| Derrota   | 8-4    | Miranda Maverick      | TKO (parada médica)                    | UFC 254                                        | 24 de octubre de 2020    | 1     | 5:00   | Abu Dhabi         |                                                                      |
| Victoria  | 8-3    | Diana Belbiţă         | Sumisión (barra de brazo)              | UFC on ESPN: Kattar vs. Ige                    | 16 de julio de 2020      | 1     | 2:47   | Abu Dhabi         | Debut en el peso mosca.                                              |
| Derrota   | 7-3    | Sarah Moras           | TKO (puñetazos)                        | UFC 242                                        | 7 de septiembre de 2019  | 3     | 2:26   | Abu Dhabi         | Combate de peso acordado (138 libras); Moras no cumplió con el peso. |
| Victoria  | 7-2    | Marina Mokhnatkina    | Decisión (mayoritaria)                 | Fight Nights Global 83: Alibekov vs. Aliev     | 22 de febrero de 2018    | 5     | 5:00   | Moscú             | Ganó el inaugural Campeonato femenino de peso gallo de la FNG.       |
| Victoria  | 6-2    | Viktoriya Shalimova   | Sumisión (gancho de talón)             | Emir FC: Selection 1                           | 29 de diciembre de 2017  | 1     | 0:28   | Moscú             |                                                                      |
| Victoria  | 5-2    | Karina Vasilenko      | Sumisión (barra de brazo)              | Fight Nights Global 71: Mineev vs. Michailidis | 29 de julio de 2017      | 1     | 4:15   | Moscú             |                                                                      |
| Victoria  | 4-2    | Tao Li                | Sumisión (barra de brazo)              | Kunlun Fight MMA 7                             | 15 de diciembre de 2016  | 1     | 3:14   | Beijing           |                                                                      |
| Victoria  | 3-2    | Valeria Pak           | Sumisión (barra de brazo)              | SLMMA 7: Ivanov vs. Karapetyan                 | 6 de noviembre de 2016   | 2     | N/A    | Moscú             | Combate de peso pluma.                                               |
| Derrota   | 2-2    | Na Liang              | Sumisión (estrangulamiento por detrás) | WLF E.P.I.C. 7                                 | 20 de agosto de 2016     | 2     | N/A    | Zhengzhou         |                                                                      |
| Derrota   | 2-1    | Zamzagul Fayzallanova | Decisión (dividida)                    | Alash Pride: Atyrau the Beautiful              | 16 de enero de 2016      | 3     | 5:00   | Atirau            | Combate de peso acordado (143 libras).                               |
| Victoria  | 2-0    | Tatyana Pevneva       | TKO (puñetazos)                        | Octagon Fighting Sensation 5                   | 3 de octubre de 2015     | 1     | 3:07   | Yaroslavl         | Combate de peso acordado (137 libras).                               |
| Victoria  | 1-0    | Ekaterina Golovatova  | Sumisión (barra de brazo)              | Kumite Fight 4                                 | 27 de septiembre de 2015 | 3     | N/A    | Moscú             | Debut en el peso gallo.                                              |